# Richard Ballarian
 (juillet 2012).
Si vous disposez d'ouvrages ou d'articles de référence ou si vous connaissez des sites web de qualité traitant du thème abordé ici, merci de compléter l'article en donnant les références utiles à sa vérifiabilité et en les liant à la section « Notes et références ».
 (mars 2022).
La mise en forme du texte ne suit pas les recommandations de Wikipédia : il faut le « wikifier ».
Les points d'amélioration suivants sont les cas les plus fréquents. Le détail des points à revoir est peut-être précisé sur la page de discussion.
- Les titres sont pré-formatés par le logiciel. Ils ne sont ni en capitales, ni en gras.
- Le texte ne doit pas être écrit en capitales (les noms de famille non plus), ni en gras, ni en italique, ni en « petit »…
- Le gras n'est utilisé que pour surligner le titre de l'article dans l'introduction, une seule fois.
- L'italique est rarement utilisé : mots en langue étrangère, titres d'œuvres, noms de bateaux, etc.
- Les citations ne sont pas en italique mais en corps de texte normal. Elles sont entourées par des guillemets français : « et ».
- Les listes à puces sont à éviter, des paragraphes rédigés étant largement préférés. Les tableaux sont à réserver à la présentation de données structurées (résultats, etc.).
- Les appels de note de bas de page (petits chiffres en exposant, introduits par l'outil «  Source ») sont à placer entre la fin de phrase et le point final[comme ça].
- Les liens internes (vers d'autres articles de Wikipédia) sont à choisir avec parcimonie. Créez des liens vers des articles approfondissant le sujet. Les termes génériques sans rapport avec le sujet sont à éviter, ainsi que les répétitions de liens vers un même terme.
- Les liens externes sont à placer uniquement dans une section « Liens externes », à la fin de l'article. Ces liens sont à choisir avec parcimonie suivant les règles définies. Si un lien sert de source à l'article, son insertion dans le texte est à faire par les notes de bas de page.
- La présentation des références doit suivre les conventions bibliographiques. Il est recommandé d'utiliser les modèles {{Ouvrage}}, {{Chapitre}}, {{Article}}, {{Lien web}} et/ou {{Bibliographie}}. Le mode d'édition visuel peut mettre en forme automatiquement les références.
- Insérer une infobox (cadre d'informations à droite) n'est pas obligatoire pour parachever la mise en page.

Pour une aide détaillée, merci de consulter Aide:Wikification.
Si vous pensez que ces points ont été résolus, vous pouvez retirer ce bandeau et améliorer la mise en forme d'un autre article.
Richard Ballarian, connu aussi sous le nom de Dick Ballarian, est né le 27 novembre 1928 à Pittsford, banlieue de Rochester dans l'État de New York aux États-Unis. Il est mort à l'âge de 89 ans en France, le 24 février 2018 à Paris où il était résident depuis le milieu des années 1970. Il a été un photographe de mode et beauté connu et artiste américain. Son père arménien était marchand de tapis orientaux et sa mère écossaise était antiquaire.

## Biographie
Enfant, habitant à quelques encablures de l’usine Kodak de Rochester, il est plongé dans l’atmosphère de la photographie. Les amis de la famille possèdent tous un appareil photo de la marque à la pointe de la technologie et se plaisent à pratiquer cette activité.
Dès quinze ans, Richard Ballarian passionné, installe sa chambre noire sous l’escalier de sa maison pour développer ses tirages.
Après avoir obtenu une licence de physique à l’université de Rochester, il effectue son service militaire dans la Marine pour qui il réalise quelques reportages photographiques.
En 1956, il choisit les Beaux-Arts à l’Art Center School de Los Angeles en Californie, pour étudier le photojournalisme.
Installé à New York, Richard Ballarian commence sa carrière en photographiant des mannequins pour leurs books et en réalisant des portraits d’artistes et de personnalités diverses. C’est en assistant un photographe new-yorkais qu’il saisit sa première opportunité. Ses photos paraissent alors dans un magazine de mode pour les jeunes, Ingenue du groupe Dell. Gentlemen Quaterly (GQ) lui donne la chance d’ouvrir sa carrière à l’international en lui proposant un reportage à Hong Kong. Ces photos remportent un vif succès.
En 1966, l’artiste ouvre son propre studio à Manhattan et shoote pour des magazines tels que Women’s Wear Daily, Seventeen, Bride’s, Lady’s Home Journal, GQ… Pendant cette période, la découverte du livre de photos Diary of a Century de Jacques-Henri Lartigue suscite chez lui une prise de conscience et le pousse à réfléchir différemment sur ses pratiques.
En 1973, le photographe découvre Paris. À son retour à New York, Peter Knapp, directeur artistique de Elle France, l’appelle et lui propose un contrat. Doté d’une mission et séduit par la capitale française, il décide de s’y installer en 1974. Il signe à partir de cette époque ses photos sous le nom de Dick Ballarian, notamment pour Elle et Jardin des Modes.
Richard Ballarian se consacre à la photo de mode et de beauté jusque dans les années 1990. Il collabore avec les magazines les plus prestigieux de France, Elle, Marie-Claire, Vogue Paris, Madame Figaro, Jardin des Modes, Femme, Depeche Mode… mais aussi du monde, Burda, Harper’s Bazaar et Vogue Allemagne, Italie et États-Unis. L’Oréal, Givenchy, Christian Dior, Georges Rech, Valentino… le choisissent pour réaliser leurs publicités, en collaboration avec son Agent à Paris depuis 1983, Joël Eskimo.
Portraitiste, il immortalise des stars et des personnalités telles que Brooke Shields, Charlotte Rampling, Farrah Fawcett, Joan Severance, Grace Jones, Andrée Putman, Isabelle Huppert, Fanny Ardant, Claude Chabrol…
À partir de l’année 1994, Richard Ballarian commence une longue série de collages sur le thème de l’architecture : le pont de Queensboro à la 59e rue à New York, les moulins métalliques de la Sarre, les pyramides du Louvre, les ruines grecques en Sicile, etc.
De 1997 à 2003, il retravaille des photos dans son laboratoire, installé dans son appartement. C’est là qu’est née la série Urban Man : les gens de la rue de Rennes, des Champs-Élysées.
Il décide alors de ne se consacrer qu’à son travail artistique. En janvier et en mars 2000, l’artiste voyage en Égypte. Urban Car, une nouvelle série, voit le jour en 2001. Les recherches de Sigmar Polke sur les superpositions inspirent son travail. Anselm Kiefer l’influence également.
Il développe, depuis 1995, sur un papier argentique qu’il ramène de New York, qui permet grâce un traitement spécifique de trempage et de lavages successifs de jouer avec le noir et blanc, en l’animant de nuances d’ocres. C’est avec ce même papier qu’il réalise ensuite des tirages uniques de ses deux séries Urban. La liberté, le hasard, la création sont toujours les moteurs de son œuvre.
En juin et juillet 2012, la Galerie Basia Embiricos, dans le quartier du Marais à Paris, choisit d’exposer ses collages et ses photos Urban Man lors de l’exposition Le Néophile, mis en place par un de ses amis, l'artiste-plasticien Jacques Blanc. Un ouvrage monographique de 120 pages, conçu par son ami de toujours, le directeur artistique et artiste Benoît Gillain, en collaboration avec son épouse Pia Le Moal-Ballarian, uniquement consacré à ses recherches artistiques paraît à cette occasion.
En mai et juin 2013, la Galerie Metanoïa, dans le quartier de Beaubourg, à deux pas du Centre Georges-Pompidou, expose une collection inédite de ses Polaroïds originaux shootés dans les années 70 et 80, ainsi qu'une sélection de grands formats argentiques originaux et uniques sous la direction artistique et la scénographie de son amie Amparo Cao, ayant notamment posé pour Richard, dans l'une de ses fameuses séries de mode pour le magazine Madame Figaro.
En octobre 2013, il est l'Invité d'honneur de l'événement Photo Off organisé par Charlotte Flossaut, à La Bellevilloise Paris 19e où plus de 40 de ses photos seront exposées.
En novembre 2013, Richard Ballarian expose dans l'immeuble du Barge House à Londres, lors d'une exposition - événement collectif organisé par le Curateur Artistique Zealous et Joël Eskimo, réunissant sur 3 étages, plus de 100 artistes photographes, peintres et plasticiens venus du monde entier.
En mars - avril 2014, c'est l'exposition rétrospective Parcours argentique d’un voyageur urbain 1972-2012 à la mairie du 6e arrondissement de Paris.
En mars 2015, la mairie du Xe arrondissement de Paris expose toute une série de photos Expressions citadines montrant des manifestations populaires et des graffitis.
Du 12 mai au 12 juin 2015, une nouvelle exposition à Sarrebruck en Allemagne, sur le thème « Ville et Acier » comprend différentes séries inédites sur le thème "le Métal". On retrouvera des visuels de Expressions citadines, des manifestations populaires du bicentenaire de la Révolution française ainsi que des manifestations en 1976, rue de Rennes à Paris, des visuels du thème "Urban Man", et en "Urban Car", série de photographies associant le rythme dans la ville.  
Du 20 juin au 20 septembre 2015, a eu lieu à Vendôme (Loir-et-Cher), impliquant des photographies de villes et paysages telle une promenade nocturne d’un voyage urbain.
En mai 2016, Richard Ballarian expose plusieurs de ses œuvres avec deux autres artistes de l'agence Eskimo, organisé par Art Shopping au Carré du Louvre à Paris.
Il vivait dans son appartement-atelier au fond d’une cour fleurie du Marais. Richard Ballarian meurt subitement le 24 février 2018 à Paris, à l'âge de 89 ans.